# Dorcus sawaii
Dorcus sawaii là một loài bọ cánh cứng trong họ Lucanidae. Loài này được Tsukawaki mô tả khoa học năm 2000.